# Shadia Abu Ghazaleh
Shadia Abu Ghazaleh, in arabo شادية أبو غزالة‎? (Nablus, 8 gennaio 1949 – Nablus, 28 novembre 1968), è stata un'attivista e politica palestinese, descritta come una terrorista. Morì in un'esplosione nella sua stessa abitazione mentre preparava una bomba. Fu considerata come "tra le prime donne palestinesi a partecipare alla resistenza militare dopo l'occupazione del 1967" o "una delle prime donne terroriste palestinesi".

## Biografia
Shadia Abu Ghazaleh nacque l'8 gennaio 1949 a Nablus e studiò alla Fatimid School for Girls. Frequentò poi per un anno l'Università Ain Shams del Cairo, in Egitto, decidendo di proseguire gli studi, in psicologia e scienze sociali, presso l'Università Nazionale An-Najah di Nablus. Fu coinvolta nel Movimento Nazionalista Arabo nel 1964 e fu una dei primi membri del Fronte Popolare per la Liberazione della Palestina quando fu fondato nel 1967. All'interno del movimento guidò organizzazioni femminili e fu coinvolta nella politica e nell'educazione militare dei giovani. Dissero di lei: "Considerava l'educazione, la conoscenza e la scienza come armi nella lotta per la liberazione".
Morì il 28 novembre 1968, all'età di 19 anni, in un'esplosione nella sua stessa casa mentre preparava una bomba, che si dice fosse destinata ad un attacco a Tel Aviv.

## Riconoscimenti
Due scuole furono intitolate alla sua memoria: la Shadia Abu Ghazaleh School for Girls a Gaza e la Shadia Abu Ghazaleh High School for Boys a Jabalia.